# Bölcs Náthán
Bölcs Náthán (németül: Nathan der Weise) a címe és címszereplője Gotthold Ephraim Lessing ötfelvonásos drámai költeményének, amely 1779-ben jelent meg és első ízben 1783. április 14-én mutattak be Berlinben. A mű központi témája a vallási tolerancia, amely legszembetűnőbben a harmadik felvonásban elhangzó parabolában mutatkozik meg. Ez a parabola már Giovanni Boccaccio Dekameron-jában is megtalálható. A három megkülönböztethetetlen gyűrűről szóló történet legkorábbi ismert előfordulása 1100-ra tehető, valószínűleg az ibériai-félszigeten élő szefárd zsidóktól származik. Szerb Antal szerint „ez a drámai  költemény a Felvilágosodás  szellemének, a vallási türelemnek, fajták közötti megértésnek, magasabb emberiességnek költői kifejezése.”
A Bölcs Náthán Lessing utolsó műve. A hátterében az a vita áll, amelyet Lessing a hamburgi vezető lelkésszel, Johann Melchior Goezével folytatott és amely odáig fajult, hogy a szerzőt részleges publikációs tilalom fenyegette. A vita következtében Lessing a deizmussal kapcsolatos nézeteit ebben a drámában fejezte ki. A téma mindazonáltal már korábban, dokumentálhatóan legalább 1750 óta foglalkoztatta.
Bölcs Náthán alakjában Lessing barátjának, Moses Mendelssohnnak, a zsidó felvilágosodás megalapozójának állított irodalmi emléket, „de ha korában a zsidók nyomják el a keresztényeket, bizonyára egy bölcs keresztény lesz a darab hőse; mert nem a zsidót, hanem az embert védi, akit embertársai embernél kevesebbnek tekintenek.”
Magyarországon először 1879-ben a Miskolci Színházban, majd 1888-ban a Nemzeti Színházban vitték színre a darabot. Könyvként 1879-ben adták ki magyar nyelven először a Franklin-társulat gondozásában, Zichy Antal fordításában, később Lator László fordította magyarra a művet.

## Formai jegyek
A mű felépítése megfelel a klasszikus görög dráma szabályainak. Ehhez a következő elemek tartoznak:
- anagnorisis (a hősök felismerése)
- enjambement (az egyik verssorban kezdődő mondat tovább folytatódik a következő sorban)
- stichomythia (két szereplő verssoronként váltakozó párbeszéde)
- szónoki kérdések
- minimális cselekmény
- kevés rendezői utasítás

Lessing blank verse formában írta a drámai költeményt; ő honosította meg ezt az angol eredetű versformát a német irodalomban. A mű öt felvonásra, azon belül jelenetekre tagolódik.
A Bölcs Náthán egyaránt tartalmaz tragikus és vígjátéki elemeket, de sem tragédiának, sem vígjátéknak nem nevezhető.

## Cselekmény
A történet a harmadik keresztes hadjárat idejében játszódik, egy jeruzsálemi fegyverszünet során. Amikor a zsidó Náthán hazaér üzleti útjáról megtudja, hogy nevelt lányát, Rechát egy templomos lovag mentette ki a tűzvészből. A lovag a saját életét a muszlim uralkodónak, Szaladinnak köszönheti: egyedül neki kegyelmezett meg húsz fogoly közül, mivel Szaladint eltűnt öccsére emlékeztette. Náthán meggyőzi a templomos lovagot, hogy látogassa meg őket, hogy a lánya köszönetet mondhasson.
Szaladin pénzügyi gondjai miatt magához hívatja Náthánt. Közben próbára teszi Náthán bölcsességét és megkérdezi tőle, melyik az igaz vallás. Náthán a gyűrűkről szóló parabolával válaszol. Szaladin hamar rájön, hogy a történet a három monoteista vallás egyenértékűségét fejezi ki. A történet hatása alatt megkéri Náthánt, hogy legyenek barátok. Öröme fokozódik, amikor Náthán kölcsönt ajánl neki, anélkül, hogy kérnie kellett volna.
A templomos lovag beleszeret Rechába és feleségül szeretné venni. Amikor a templomos lovag keresztény gazdasszonyától megtudja, hogy Recha keresztény szülők gyermeke és Náthán csak örökbe fogadta, a jeruzsálemi pátriárkához fordul, mivel Náthán elég tartózkodóan reagál a házasság gondolatára. A templomos lovag ugyan csak feltételesen adja elő történetét, de a pátriárka azonnal kerestetni kezdi a zsidót.
Az egyik szerzetes jegyzékéből végül kiderül, hogy a zsidó által felnevelt Recha és a keresztény templomos lovag testvérek, és mindketten Szaladin öccsének gyermekei. Így tehát mindkettőjüknek a muszlim Szaladin a nagybátyja, ami ismét csak a vallások rokonságát jelképezi.

## Magyarul
- Bölcs Náthán. Drámai költemény; ford. Zichy Antal; Franklin, Bp., 1879
- Bölcs Náthán; Lessing drámai költeménye után filmre írta Hans Kyser; Szfinksz, Bp., 1923 (Filmkönyvek)
- Bölcs Náthán. Drámai költemény; ford. Lator László, utószó, jegyz. Vajda György Mihály; Európa, Bp., 1958 (Világirodalmi kiskönyvtár)

## Fordítás
- Ez a szócikk részben vagy egészben a Nathan der Weise című német Wikipédia-szócikk ezen változatának fordításán alapul.  Az eredeti cikk szerkesztőit annak laptörténete sorolja fel. Ez a jelzés csupán a megfogalmazás eredetét és a szerzői jogokat jelzi, nem szolgál a cikkben szereplő információk forrásmegjelöléseként.